# Gasimagomed Dschalidow
Gasimagomed „Gasi“ Dschalidow (* 16. März 1995 in Chassawjurt, Dagestan als Gasimagomed Schamilowitsch Dschalidow Gafurowa) ist ein spanischer Boxer. Er vertrat Spanien im Halbschwergewicht bei den 2021 in Tokio ausgetragenen Olympischen Sommerspielen 2020.

## Boxkarriere
Dschalidow wurde 2019 Spanischer Meister im Halbschwergewicht und nahm daraufhin an der Weltmeisterschaft in Jekaterinburg teil, wo er in der zweiten Vorrunde mit 2:3 gegen Loren Alfonso ausschied. Bei der europäischen Olympiaqualifikation im März 2020 in London, welche im Juni 2021 in Paris fortgesetzt wurde, erkämpfte er sich mit Siegen gegen Artjom Kasparian, Ziad El Mohor und Bayram Malkan einen Startplatz bei den 2021 in Tokio ausgetragenen Olympischen Sommerspielen. Dort siegte er gegen Paulo Aokuso, verlor jedoch im Viertelfinale gegen Imam Chatajew.
2022 unterlag er im Achtelfinale der Europameisterschaft in Jerewan gegen Artjom Agejew, gewann jedoch eine Bronzemedaille im Halbschwergewicht bei den Mittelmeerspielen in Oran.
2023 gewann er ebenfalls eine Bronzemedaille im Halbschwergewicht bei der Weltmeisterschaft in Taschkent, schied jedoch bei den Europaspielen 2023 in Krakau im Achtelfinale gegen Salvatore Cavallaro aus. Bei der Europameisterschaft 2024 in Belgrad verlor er im Achtelfinale gegen Gabrijel Veočić. Bei den olympischen Qualifikationsturnieren 2024 in Busto Arsizio und Bangkok schied er jeweils in der Vorrunde bzw. im Viertelfinale aus.

## Leben
Dschalidow kam als Flüchtling im Alter von zehn Jahren mit seiner Familie über Deutschland und Frankreich nach Spanien, wo sie sich in Logroño niederließen.